# Asterix und Latraviata
Asterix und Latraviata (französischer Originaltitel: Astérix et Latraviata) ist der 31. Band der Asterix-Comicreihe. Er erschien im Jahr 2001 und wurde von Albert Uderzo gezeichnet und geschrieben. Es ist der Nachfolgerband von Obelix auf Kreuzfahrt und der Vorgängerband von Asterix plaudert aus der Schule.

## Handlung
Die Geschichte beginnt am Geburtstag von Asterix und Obelix, zu dem überraschend ihre Mütter zu Besuch kommen. Ihre Väter können erst später anreisen, da sie noch in ihren Läden in Condate arbeiten müssen. Als Geburtstagsgeschenke bringen die Mütter ihren Söhnen jeweils ein prunkvolles römisches Schwert für Asterix und für Obelix einen Helm für dessen Sammlung, die ein trunksüchtiger, ehemaliger Legionär gegen ein Fässchen Cervisia eingetauscht hatte. Doch Asterix und Obelix haben bald gewisse Probleme: Obelix’ Mutter kocht ihrem Sohn nur Suppe zum Essen, da sie will, dass er abnimmt. Asterix’ Mutter macht die Hütte ihres Sohnes sauber, da sie junge Nachbarinnen einladen möchte. Ebenso wie Obelix’ Mutter will sie, dass ihr Sohn sich endlich vermählt.
Zur selben Zeit lässt in Condate der römische Präfekt Bonusmalus ihre Väter entführen, da sie ein Schwert und einen Helm des Zenturio Pompejus besitzen sollen, die ein ehemaliger Legionär namens Keinentschlus gestohlen und ihnen gegeben hatte. Nach einem Verhör werden sie in ein Gefängnis gesteckt und Pompejus denkt sich gemeinsam mit Bonusmalus einen Plan aus, die gestohlenen Sachen zurückzuholen. Sie verkleiden die Schauspielerin Latraviata als Falbala, die heimliche Liebe von Obelix (aus Asterix als Legionär).
Im Dorf wird derweil der Geburtstag gefeiert, als Latraviata mit dem Begleiter Visacardus im Dorf ankommt. Diese tut so, als hätte sie bis auf den Namen ‚Obelix‘ alles vergessen. Zwar hegen alle im Dorf Zweifel an der Geschichte, glauben der verkleideten Komödiantin aber dennoch. Sie schafft es, Obelix den zuvor geschenkten Helm abzuschwatzen, wird dann aber von Asterix aufgehalten. Der will zu Tragicomix, dem Mann der echten Falbala, reisen, da er Latraviatas Täuschung bereits ahnt. Daraufhin kommt es zu einem Streit zwischen Asterix und Obelix. Dieser endet damit, dass Obelix Asterix schlägt und „Falbala“ wütend auf Obelix wird. Obelix zieht sich daraufhin traurig zurück. Der Druide Miraculix versucht indessen, Asterix mit einem Zaubertrank aufzupäppeln. Allerdings wird Asterix dadurch verrückt, worauf er wiederum Obelix verprügelt. Anschließend küsst er das Falbala-Double ab, rast danach übers Meer, stößt heftig gegen einen Felsen und bleibt bewusstlos liegen. Inzwischen schleicht sich Idefix mit einer Hündin davon.
Asterix wacht – wieder zur Besinnung gekommen – auf dem Felsen auf, als die Flut steigt. Glücklicherweise wird er von einem Delfin gerettet. Nachdem er in der Hütte von Miraculix wieder zu Kräften gekommen ist, versöhnt er sich mit Obelix. Zur gleichen Zeit merkt die echte Falbala in Condate, dass in das Haus der Väter Astronomix und Obelodalix eingebrochen wurde und macht sich mit ihrem Mann zum Dorf auf. Währenddessen wollen Latraviata und Visacardus nach Condate zurückkehren. Asterix und Obelix fragen sie, ob sie mitkommen könnten. Obelix fällt seine Abreise schwer, da er Idefix nicht finden kann. Auf dem Weg sehen sie, wie sich im Bürgerkrieg zwei römische Spähtrupps bekämpfen: Einer von ihnen gehört Cäsar, der andere ist Pompejus unterstellt. Asterix und Obelix nutzen die Gunst und prügeln beide Spähtrupps nieder. Diese Gelegenheit nehmen wiederum Latraviata und Visacardus wahr, um sich davonzuschleichen. Allerdings kommen sie nicht weit, da sie mitten auf dem Weg der echten Falbala und Tragicomix begegnen. Daraufhin streiten sich Mann gegen Mann und Frau gegen Frau, wobei die echte Falbala bemerkt, dass ihr Double eine Perücke trägt. Dieses gibt schließlich zu, dass sie Latraviata ist. Visacardus versucht zu fliehen, wird jedoch von Obelix’ Hinkelstein aufgehalten. Asterix und Obelix erfahren dann, dass ihre Väter im Gefängnis sind.
Nachdem die Helden ihre Väter befreit und Bonusmalus nebst seiner Wachen niedergeschlagen haben, kommt Caesar vorbeigeritten. Asterix liefert diesem Bonusmalus aus und Tragicomix übergibt ihm Pompejus. Als Belohnung gibt Cäsar Asterix eine Statue seiner selbst in Gold. Dieser gibt sie jedoch an Latraviata weiter, da er meint, dass sie den „goldenen Cäsar“ eher verdient habe.
Am Schluss der Erzählung bauen die Väter von Asterix und Obelix mit diesen und Tragicomix ihren Laden wieder auf und Asterix und Obelix kehren zurück in das Dorf, wo ein Fest der Rückkehr gefeiert wird. Idefix kehrt mit einer Familie zurück.

## Rezeption
Mehr als durch seine Story sorgte das Album im deutschsprachigen Raum durch seine eigenwillige Übersetzung für Aufsehen, die an die in Frankreich schon immer übliche Tagesaktualität der Sprache anzuknüpfen versuchte, doch im deutschen Sprachraum vielfach als übertrieben empfunden wurde (Beispiele: ICE = Irrfahrten & Chaos Express; BSE = Bizarres Sauen-Elend).
Andreas Borcholte urteilte im Spiegel: „Wo früher lehrreiche Latein-Zitate und subtile Andeutungen in den Sprechblasen glänzten, dominieren nun grelle und vergängliche Werbe-Slogans (‚Das verleiht Flügel‘) und platte Aktualitäts-Bezüge (ICE, BSE; ‚Owerneitkurier‘). Am schlimmsten jedoch sind die Lautmalereien des deutschen Übersetzers Michael Walz, die – haha, wie witzig – an deutsche Politikernamen erinnern sollen. Da ertönt beim Faustschlag ein sattes ‚Josch! Kahh!‘ oder beim Tanz ein blödes ‚Sch…Röd! Röd! Röd!‘. Dazu wird kräftig ‚herumgestoibert‘ und ‚ausgemerkelt‘, was der Moelemanus hergibt. Dümmer geht’s nimmer.“ Uderzos Bemühen „seine in die Jahre gekommenen Helden […] für die Jugend frisch zu halten“ sei „immer verkrampfter“, und der vorliegende Band markiere „den Tiefpunkt dieser forcierten Evolution“. Ferner beklagte Andreas Borcholte eine „Vielzahl flacher Gags“ und sprach von einer „dünnen Story“.
Von einer „etwas schwachbrüstigen Geschichte“ schrieb auch Jenni Zylka in der taz. Dennoch fiel ihr Resümee ein wenig milder aus: „Dass die vielen Anspielungen auf aktuelle Werbung (‚Quadratisch, praktisch, gut‘ oder der ‚Enerdschidrink‘, der ‚Flüüüüügel verleiht‘) nicht wirklich komisch sind, das meinen übrigens vor allem die empfindlichen, kritischen Erwachsenen. Die Kinder dagegen finden’s toll. ‚Wird ein bisschen wenig geprügelt‘, sagt ein 11-jähriger Freund nach dem ersten Lesen, aber die ‚Witze sind doch super!‘.“ Gleichwohl beklagte Jenni Zylka, „dass Uderzo […] die subtilen Witze ausgehen, dass er albern wird auf seine alten Tage“.
Auf der Fanseite Asterix Archiv belegt Asterix und Latraviata lediglich vor Gallien in Gefahr den vorletzten Platz im Ranking der Bände. Bei einer möglichen Wertung von 0 (= sehr schlecht) bis 5 (= ausgezeichnet) erzielt die Geschichte bei 2264 Bewertungen einen Durchschnitt von 1,29.

## Veröffentlichung
Die Erstauflage des Albums Astérix et Latraviata erfolgte 2001 als 31. Band der Reihe. Im selben Jahr folgte die deutsche Ausgabe des Albums mit einer Startauflage von 2,5 Millionen Exemplaren. Weltweit waren es acht Millionen.